# Callicrania vicentae
Callicrania vicentae är en insektsart som beskrevs av Barat 2007. Callicrania vicentae ingår i släktet Callicrania och familjen vårtbitare. Inga underarter finns listade i Catalogue of Life.